# Die Gartenkunst
Die Gartenkunst ist eine Zeitschrift, die sich mit der Geschichte und der Denkmalpflege historischer Park-, Garten- und Grünanlagen befasst.

## Erste Zeitschrift
Die Zeitschrift Die Gartenkunst wurde seit 1899 von der Deutschen Gesellschaft für Gartenkunst und Landschaftskultur herausgegeben. 1899 bis 1907 erschien die Zeitschrift in der Gebrüder Borntraeger Verlagsbuchhandlung in Berlin, 1908 bis 1914 in Würzburg bei Stürtz und anschließend in wechselnden Verlagen. Die Gartenkunst erschien unter diesem Titel bis 1948. Seit dieser Zeit heißt die Zeitschrift Garten + Landschaft.

## Zweite Zeitschrift

### Erscheinungsweise
Seit 1989 erschien wieder eine Zeitschrift unter dem Titel Die Gartenkunst, nun in der Wernerschen Verlagsgesellschaft in Worms. Das Konzept dafür stammte von Claus Reisinger, Ferdinand Werner und Dieter Hennebo. Redakteur war bis 2017 Claus Reisinger, seit dem Ferdinand Werner. Herausgeber waren und sind:
| Herausgeber              | seit | bis  |
| ------------------------ | ---- | ---- |
| Alfons Elfgang           | 1989 | 2003 |
| Jörg Gamer               | 1989 | 1993 |
| Géza Hajós               | 1989 | 2014 |
| Wilfried Hansmann        | 1989 | 2017 |
| Dieter Hennebo           | 1989 | 2006 |
| Dorotee Nehring          | 1989 | 2009 |
| Erika Schmidt            | 1989 | 2003 |
| Detlef Karg              | 1991 | 2017 |
| Gert Gröning             | 2009 |      |
| Clemens Alexander Wimmer | 2015 |      |
| Christian Hlavac         | 2016 |      |
| Stefan Schweizer         | 2017 |      |
| Stefanie Hennecke        | 2021 |      |

### Inhalte
Die Zeitschrift berichtet zu Themen aus den Bereichen Gartengeschichte, Gartendenkmalpflege und verwandten Disziplinen. Dabei wird der Begriff des Gartens weit gefasst, umfasst alles vom Schlosspark über „öffentliches Grün“, wie Stadtparks, botanische und zoologische Gärten oder Bundesgartenschauen, bürgerliche Gärten bis hin zum Vorgarten. Auch einzelne Ausstattungsstücke von Garten- und Parkanlagen werden in den Blickpunkt genommen. Die Zeitschrift soll es auch ermöglichen, dass Eigentümer von Gartendenkmälern und Mitarbeiter in den für Denkmalpflege zuständigen Behörden sich über diese Themen aktuell informieren können. Auch soll die Zeitschrift den Dialog zwischen Gartendenkmalpflege und Naturschutz fördern. Die Zeitschrift veröffentlicht Beiträge in englischer und deutscher Sprache. Bis Ende 2017 erschienen etwa 12.000 Seiten.

## Wissenswert

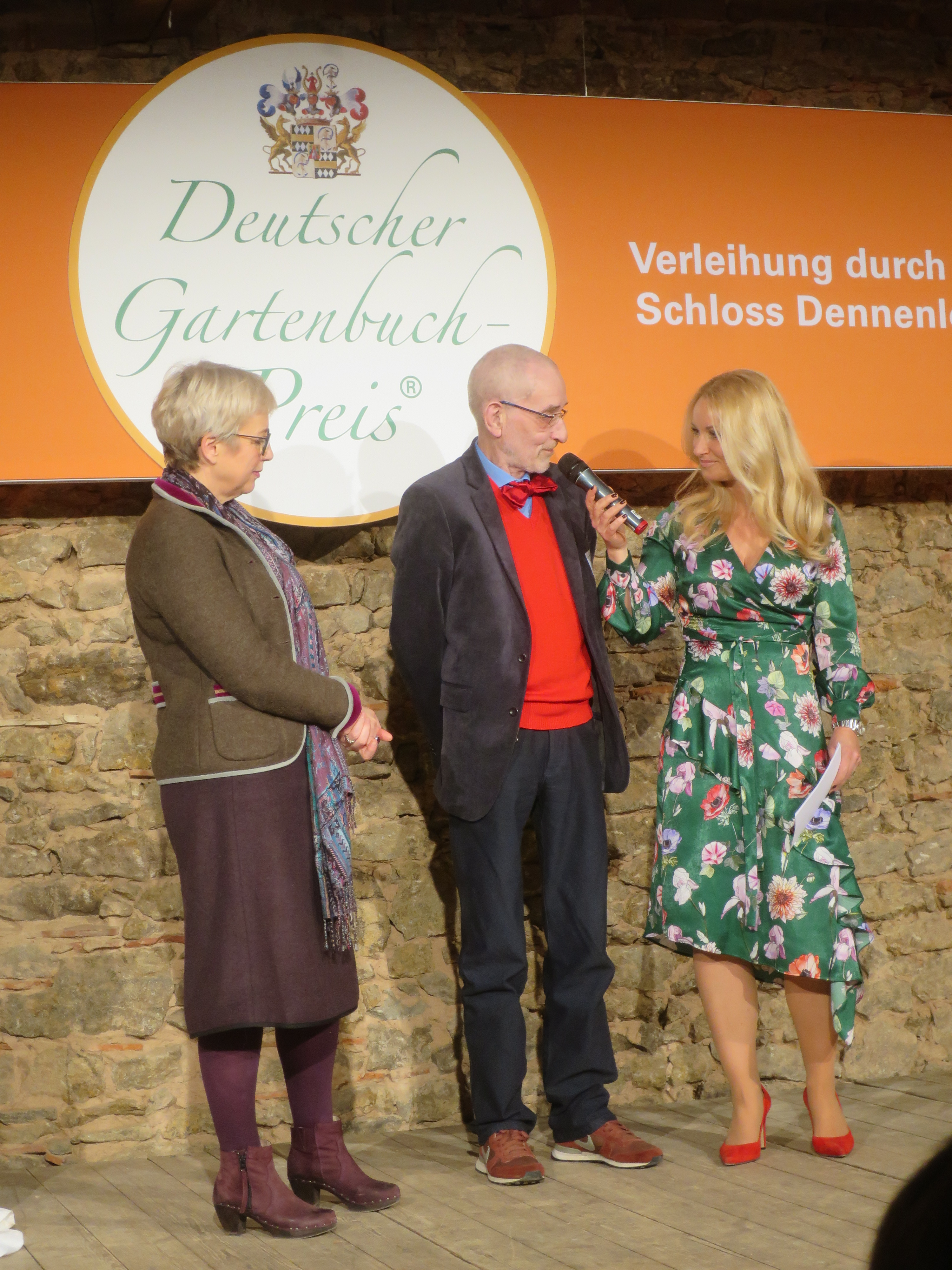
Verleihung des Deutschen Gartenbuchpreises 2018 auf Schloss Dennenlohe

Der Zeitschrift Die Gartenkunst entsprach im englischsprachigen Raum die Zeitschrift Journal of Garden History, die ihr Erscheinen 1997 eingestellt hat. Die Gartenkunst ist heute die führende internationale Zeitschrift für diesen Bereich in Europa.
2018 erhielt die Zeitschrift den Deutschen Gartenbuchpreis und den ersten Sonderpreis für außergewöhnliche Leistungen auf dem Gebiet des Gartenbuchs.